# Casa Barona
La Casa Barona es un edificio situado en la Gran Vía del Marqués del Turia número 70 en la ciudad de Valencia (España). Es obra del arquitecto valenciano Francisco Javier Goerlich.

## Edificio
El edificio es un proyecto del arquitecto Francisco Javier Goerlich realizado en 1914 por encargo de Tomás Barona. Está inspirada en la fachada de la Casa Heribert Pons construida por Alexandre Soler en los números 19 y 21 de la Rambla de Cataluña en Barcelona.
Es una de las primeras obras del prestigioso arquitecto valenciano. Su estilo arquitectónico se enmarca dentro del modernismo valenciano, siendo uno de los pocos edificios en los que el arquitecto se decantaría por este estilo formal junto con la cercana casa Castelló.
Consta de planta baja, cuatro alturas y ático en la parte central. La fachada tiene una división simétrica dividida en tres partes. El estilo modernista se puede apreciar principalmente en el cuidado diseño del forjado de las barandillas y de toda la rejería y en la ornamentación floral de distintos elementos de la fachada. Destacan en toda la fachada los ventanales tripartitos y bipartitos con columnas. Está rematado por un torreón en la parte central con una mayor profusión de ornamentación que en el resto del edificio.